# Инфрациреа (Долж)
Инфрациреа (рум. Înfrățirea) насеље је у Румунији у округу Долж у општини Булзешти. Oпштина се налази на надморској висини од 217 m.

## Становништво
Према подацима из 2002. године у насељу је живело 223 становника, од којих су сви румунске националности.